# 私人逮捕
私人逮捕（しじんたいほ）とは、一般人による逮捕のこと。常人逮捕と言うこともある。

## 日本法
日本法では現行犯を逮捕する時のみ私人逮捕が認められている。現行犯人の逮捕は、検察官や司法警察職員に限らず何人でも（一般人でも誰でも）逮捕状がなくても行うことができるとされている（刑事訴訟法213条）。これは、現行犯人が現に犯行を行っているか行い終わったところであるため、逮捕して身柄を確保する必要が高い上に、誤認逮捕のおそれがないためである。

### 要件
私人逮捕を行うには次の2つの条件を満たす必要がある。
1. 犯人が現行犯人であること（準現行犯人を含む）（刑事訴訟法212条）
2. 現行犯人であっても、次の罰則のいずれかに該当するなら、犯人の住居、氏名が明らかでなく、又は犯人が逃亡するおそれがある場合（刑事訴訟法217条）
  1. 刑法、暴力行為等処罰に関する法律及び経済関係罰則の整備に関する法律の罪については30万円以下の罰金、それ以外の法律の罪については2万円以下の罰金
  2. 拘留
  3. 科料

2つ目の条件に該当する罪の例として、刑法では、過失傷害罪、過失建造物等浸害罪が挙げられる。軽犯罪法は、全ての罪について拘留又は科料を罰則としている。
なお、警察官は非番（夜勤明け）・休暇中（特休・公休、年次有給休暇など）、勤務時間外であっても、また、管轄都道府県内外問わず、警察法65条に基づき、警察官の職権の行使として現行犯逮捕を行えるため、私人逮捕とは区別される。そのため、勤務時間外、管轄外であっても、警察官職務執行法2条4項に基づき凶器所持の有無を調べることが可能であったり、刑事訴訟法220条1項2号に基づき、必要がある場合は人の住居その他の場所に立ち入り被疑者の捜索すること、逮捕現場で捜索・差押又は検証を行える
。

### 逮捕後の手続
私人が逮捕を行った場合は、直ちに地方検察庁・区検察庁の検察官、又は司法警察職員（司法警察員と司法巡査）に引き渡さなければならない（刑事訴訟法214条）。
なお、司法巡査（警察官だと概ね巡査・巡査長）が私人から犯人の引き渡しを受けた場合は、司法警察員（警察官だと概ね巡査部長以上）に引致しなければならない（刑事訴訟法215条1項）。また、司法巡査は、逮捕した私人から、その者の氏名・住居、逮捕事由などを聞き取らなければならず、必要があれば、逮捕した者に警察署等官公署への同行を求めることができる（刑事訴訟法215条2項）。

### 私人逮捕における有形力行使と減免範囲
司法警察職員、特に警察官が犯人等を逮捕する場合において、犯人等が抵抗や逃走した場合には、状況とその者の罪状に応じて警察官職務執行法に基づき武器の使用を含めた制圧手段を取ることが認められている。
これに対して私人が逮捕行為を許容されるのは、犯人が明らかに前述の現行犯（準現行犯を含む）に該当し、なおかつ現行犯逮捕に関する要件を満たしている時に限られる。その上で犯人が抵抗や逃走した場合に法律上認められる実力の行使であるが、最高裁判例では「現行犯人から抵抗を受けたときは、逮捕をしようとする者は、警察官であると私人であるとをとわず、その際の状況からみて社会通念上逮捕のために必要かつ相当であると認められる限度内の実力を行使することが許される（刑法35条）」としている（最判昭和50年4月3日・昭和48(あ)722・刑集29巻4号132頁）。
犯人からどのような抵抗を受けたか、犯人に対して行った有形力(物理的攻撃)の程度、犯人が負った怪我の程度、などの事情を総合的に判断して違法かどうかが判断される。「(現行)犯人を逃さない」という正義感から私人逮捕でやりすぎてしまった場合、現行犯人が悪いわけであるため、警察への協力として、実際には捜査機関から暴行罪や傷害罪で検挙されることはほとんどない。一方で他人の行為を犯罪と決めつけて拘束する動画のYoutubeへの投稿が問題化しており、私人逮捕が許容される状況は限定的で行き過ぎた行為となれば犯罪が成立する可能性もある。
1989年（平成元年）には、一般私人が現行犯の窃盗犯のジャンパー襟元付近などを掴み、これを振り回したり、大腿部を数回蹴って、私人逮捕した行為について、「逮捕に伴うものとして許容される限度内のもの」と無罪となった。
2007年（平成19年）9月11日16時50分には、埼玉県内のゲームカード店で商品を万引きした男が店員二人に取り押さえられ、その際に抵抗した。そのため、店員らが首などを押さえて取り押さえた上で腹をけるなどの暴行を加えた。万引き男は窒息による低酸素脳症で重体となり、一週間後に死亡した。万引き男も「容疑者死亡」のまま書類送検とはなったものの、店員らは傷害致死罪(法定刑は3年以上の有期懲役)で逮捕された。最終的には、さいたま地方裁判所の刑事裁判にて、正当防衛とは認められなかったものの、傷害致死罪の有罪としては最も軽い「執行猶予付きの有罪判決」とし、双方控訴しなかったために確定した。判決内容としては、万引きを咎められ拘束を受けた場合に抵抗したという事実と、羽交い締めにして意識不明にさせ結果死亡させたという事実との間において、正当防衛における相当性と武器対等の原則を欠き、前述最高裁判例の「社会通念上逮捕のために必要かつ相当であると認められる限度内の実力」を越えるものである。
また、盗犯等防止法に関しても「犯人を殺傷」が許されるのは、「盗犯を防止又は盗贓を取還せん」として「自己又は他人の生命、身体又は貞操に対する現在の危険を排除する為」であり、結局店員の場合においては、犯人が積極的に店員に暴行を働き店員の生命又は身体を危険ならしめようとしていたのであれば別段、私人逮捕による制圧時に対して消極的に抵抗したに過ぎず、たとえ、その消極的抵抗が違法なものであったとしても、「現在の危険」は商品に対する損害と、私人逮捕による制圧時に抵抗されたという２点しか存在していなかったのであり、総合的に見て相当性を欠く行為であると言わざるを得ず、結果として店員の制圧行為により致死を招いた結果は罪責を免れない（盗犯等防止法は正当防衛の相当性の要件を緩和する規定であるが、これは無制限に緩和する趣旨ではない〈最二決平成6年6月30日・平成6(し)71〉）。

### 参考条文
刑事訴訟法212条
第1項：　現に罪を行い、又は罪を行い終わった者を現行犯人とする。
第2項：　左の各号にあたる者が、罪を行い終わってから間がないと明らかに認められるときは、これを現行犯人とみなす。
一　犯人として追呼されているとき。
二　贓物又は明らかに犯罪の用に供したと思われる兇器その他の物を所持しているとき。
三　身体又は被服に犯罪の顕著な証跡があるとき。
四　誰何されて逃走しようとするとき。
同法213条
現行犯人は、何人でも、逮捕状なくしてこれを逮捕することが出来る。
同法214条
検察官、検察事務官及び司法警察職員以外の者は、現行犯人を逮捕したときは、直ちにこれを地方検察庁もしくは区検察庁又は司法警察職員に引き渡さなければならない。
同法215条
第1項：　司法巡査は、現行犯人を受け取ったときは、速やかにこれを司法警察員に引致しなければならない。
第2項：　司法巡査は、犯人を受け取った場合には、逮捕者の氏名、住居及び逮捕の事由を聞き取らなければならない。必要があるときは、逮捕者に対しともに官公署に行くことを求めることが出来る。
同法217条
三十万円（刑法、暴力行為等処罰に関する法律及び経済関係罰則の整備に関する法律の罪以外の罪については、当分の間、二万円）以下の罰金、拘留又は科料に当たる罪の現行犯については、犯人の住居若しくは氏名が明らかでない場合又は犯人が逃亡するおそれがある場合に限り、第二百十三条から前条までの規定を適用する。

## ベトナム法
ベトナムの刑事訴訟法において、現行犯と指名手配犯はいかなる人も逮捕できるとしている（第111条・第112条）。
具体的には、いかなる人も現行犯（犯罪を行っている者、犯罪を犯した直後に発見されて追跡されている者）及び指名手配されている者を逮捕し、最寄りの公安機関、検察院または人民委員会に連行する権利を有するとされている（第111条第1項・第112条第1項）。これらの機関は引渡し調書を作成して直ちに管轄捜査機関に引致するか通報しなければならない（第111条第1項・第112条第1項）。
また、現行犯人または指名手配犯人を逮捕する場合、逮捕者には被逮捕人を武装解除し、武器を取り上げる権利も認められている（第111条第2項・第112条第2項）。